# Guatteria caribaea
Guatteria caribaea là loài thực vật có hoa thuộc họ Na. Loài này được Urb. mô tả khoa học đầu tiên năm 1905.